# Cours, Lot
Cours är en kommun i departementet Lot i regionen Occitanien i södra Frankrike. Kommunen ligger i kantonen Saint-Géry som tillhör arrondissementet Cahors. År 2018 hade Cours 280 invånare.

## Befolkningsutveckling
Antalet invånare i kommunen Cours
| Referens: INSEE |